# Order Królowej Natalii
Order Królowej Natalii (serb. Orden kraljice Natalije) – serbskie odznaczenie dla kobiet nadawane w latach 1878–1903.

## Historia i insygnia
Order ma dwie nazwy – Order Księżnej Natalii i Order Królowej Natalii, gdyż został ustanowiony 20 maja 1878 przez księcia Serbii Milana IV Obrenowicia, który jako Milan I proklamował się królem w roku 1882. Książę nadał odznaczeniu imię swej małżonki Natalii z domu Keszko. W pierwszej wersji – książęcej – był nadawany kobietom, które zasłużyły się jako pielęgniarki w czasie wojny serbsko-tureckiej roku 1878, w drugiej – królewskiej – za zasługi kobiet w czasie wojny serbsko-bułgarskiej roku 1886.
Odznaczenie było jednoklasowe i mogło być nadawane zarówno poddankom serbskim, jak i cudzoziemskim. 

## Wygląd
Insygnium orderu to owalny czerwony medalion ze złotym monogramem królowej „Н” (pisanym cyrylicą) lub „N” (alfabet łaciński), otoczonym umieszczonym na niebieskiej wstędze okalającej go napisem (w cyrylicy, tłum.) „Za opiekę nad rannymi i chorymi w czasie wojny”. Pod monogramem znajduje się tarcza herbowa z białym krzyżem serbskim w czerwonym polu. Order otoczony jest zielonym wieńcem laurowym i ukoronowany – zależnie od lat w których był nadawany – mitrą książęcą lub koroną królewską. Noszony był na bladoniebieskiej kokardzie damskiej nad lewą piersią.
Po upadku dynastii Obrenowiciów w roku 1903 nowy król Piotr I Karadziordziewić nie odnowił orderu.